# Oreille de Denys

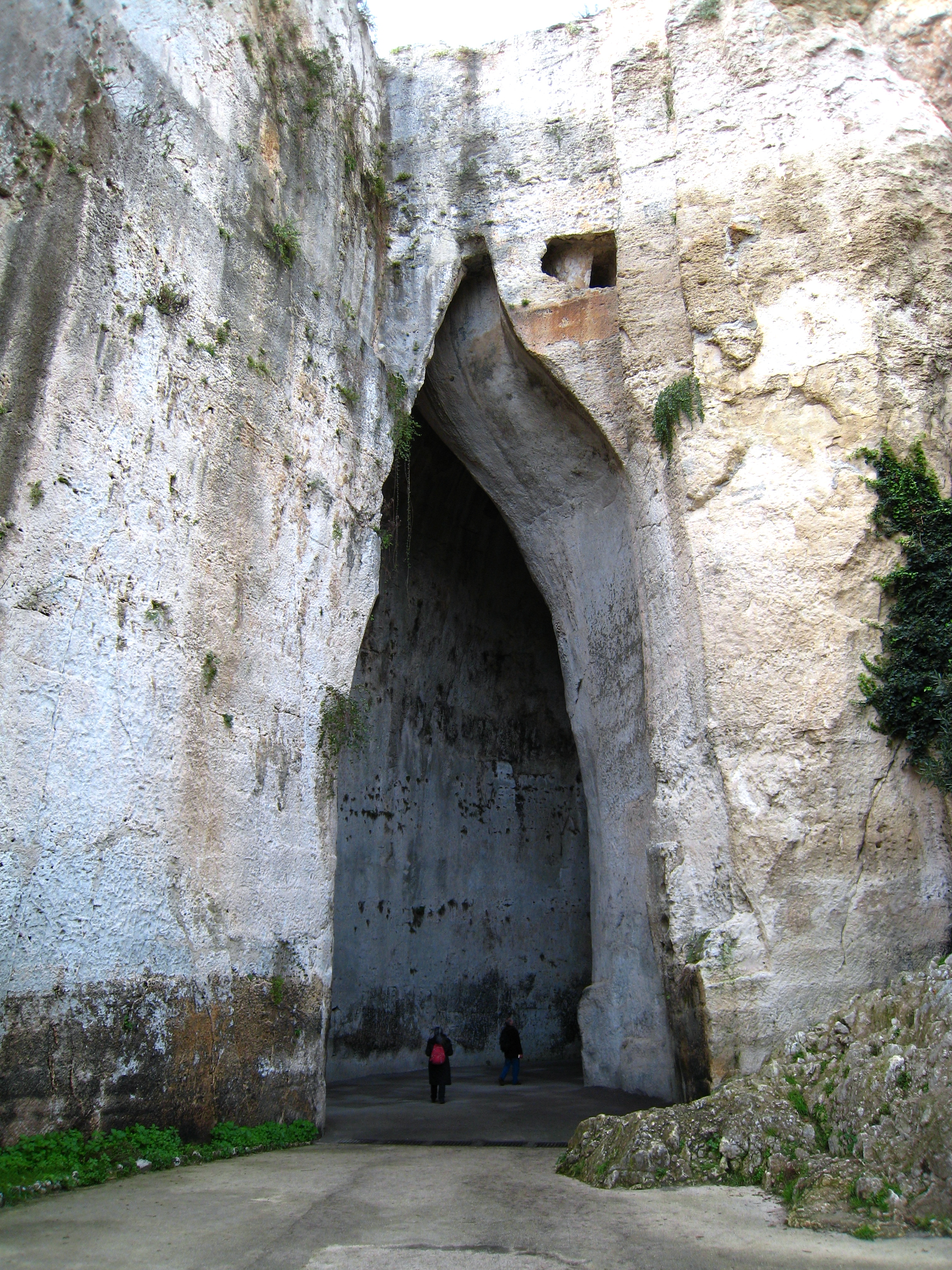
L'entrée de l'Oreille de Denys.

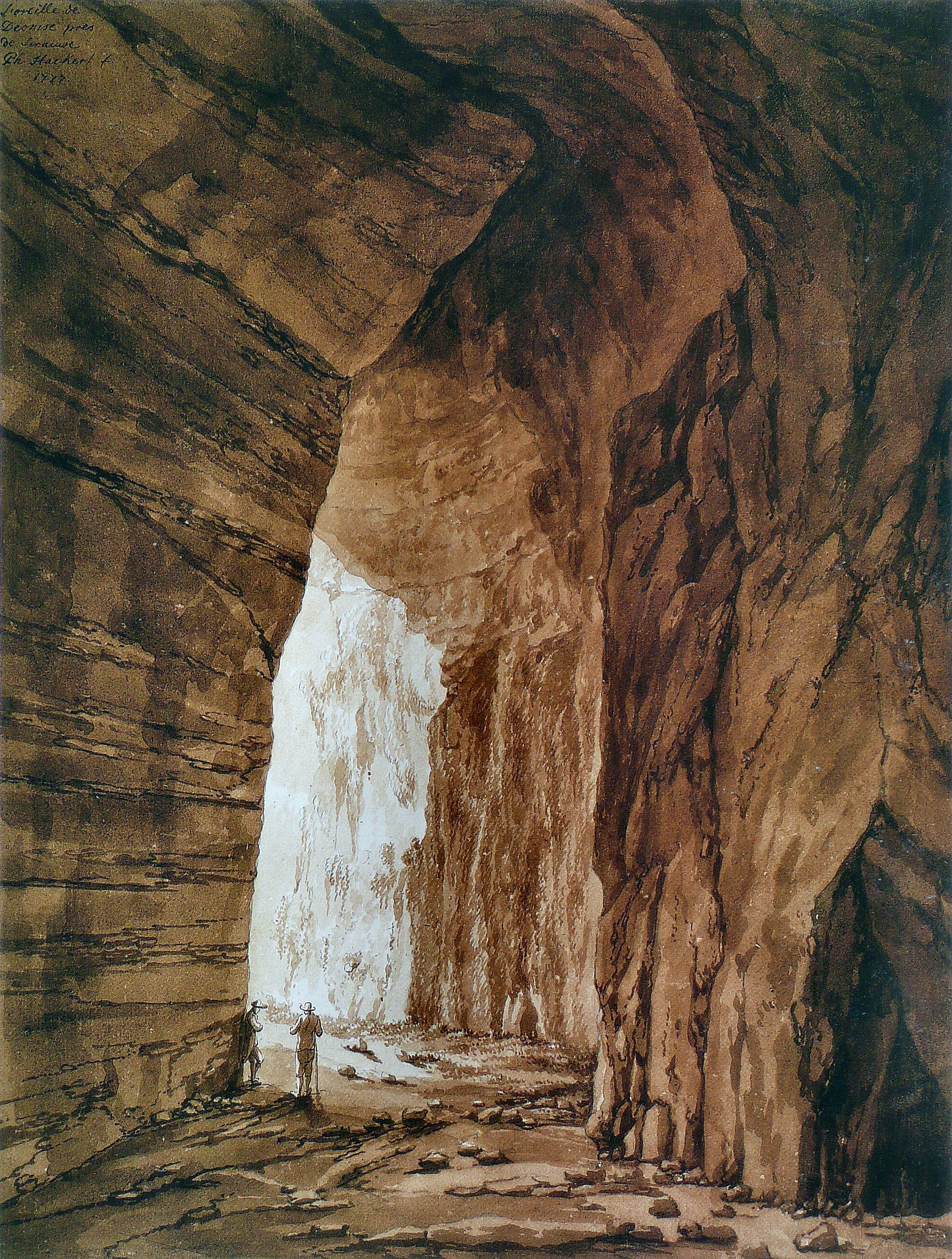
L'intérieur de l'Oreille de Denys, par Jacob Philipp Hackert (1777).

L’Oreille de Denys (en italien Orecchio di Dionisio) est une grotte artificielle sise à Syracuse, en Sicile, dans l'antique carrière de Latomia del Paradiso, à proximité du théâtre grec du Parc archéologique de Néapolis.
Le peintre Caravaggio qui est venu à Syracuse en 1608 lui donnera son nom grâce à une ressemblance, par la forme de son entrée, avec une oreille de faune et, d'autre part, du tyran Denys l'Ancien.

## Histoire
En octobre 1608, Le Caravage débarque à Syracuse après son évasion nocturne de l'île de Malte où il est emprisonné. Il visite, entre autres, les ruines grecques du port sicilien en compagnie de l'historien, archéologue et antiquaire Vincenzo Mirabella. Selon ce dernier, Le Caravage qualifie le premier cette étrange grotte d'« Oreille de Denys », référence à Denys l'Ancien ; en effet, selon la tradition, le tyran emprisonne dans cette latomia ses ennemis et, en raison des formidables propriétés acoustiques du lieu, peut surprendre leurs conversations et connaître leurs secrets.
Le peintre, dans l'arrière-plan de ses tableaux Funérailles de sainte Lucie, Résurrection de Lazare notamment, évoque le décor des carrières antiques.

## Caractéristiques
Creusée dans le calcaire, la grotte a une hauteur d'environ 23 mètres, sa largeur varie de 5 à 11 mètres et son parcours sinueux dans la falaise, en forme de S, est de 65 mètres.

## L'Oreille de Denys vue par quelques peintres
- George French Angas, dessin[3].
- Jacob Philipp Hackert, aquarelle conservée au British Museum, Londres[4].
- Thomas Hearne (en), aquarelle conservée au British Museum, Londres[5].
- Jean-Pierre Houël, gouache conservée au Musée du Louvre[6].

## Au cinéma
- Indiana Jones et le Cadran de la destinée (2023)